# Тригонометрия (альбом)
«Тригонометрия» — концертный акустический альбом российской рок-группы «Ночные снайперы», выпущенный в 2003 году фирмой Real Records.

## Об альбоме
Концерт записан 15 мая 2003 года во МХАТе. В оформлении альбома использовались рисунки Дианы Арбениной Альбом является первым релизом после ухода Светланы Сургановой из группы. Концерт включает как старые и редкие композиции, к которым относится в том числе и первая по признанию самой Арбениной написанная ей песня «Голубой слон», так и новые с последнего на тот момент студийника «Цунами». Евгений Phil Трифонов, обозреватель журнала Fuzz, отмечает большой скопившийся официально неизданный материал из андеграудного прошлого группы, который и потребовал реализации.
Коммерческий успех альбома послужил записи продолжения в виде акустики «Тригонометрия-2».

## Критика
Александр Полищук, обозреватель Fuzz, отмечает «доверительную» атмосферу альбома, выдержанную без строгих и отточенных аранжировок, безукоризненность которых сделала бы альбом «холодным». «Есть девушка с гитарой, к которой от случая к случаю присоединяются серьёзные такие мужики со своими струнными — духовыми. Милая. Достаточно уверенная, серьёзная, местами жёсткая. Очень чувственная, импульсивная, слегка озорная. Живая и естественная (фонограмму не ретушировали)», — пишет журналист.
Крайне отрицательно релиз воспринял журналист Алексей Мажаев, написав, что «такую пластинку мог сделать только человек, безвозвратно уверенный в своей гениальности». Критик выразил соболезнования зрителям, которые пришли «послушать любимые песни, а получили полтора десятка бесконечно серых произведений, и только в самом конце — тех самых несколько неплохих». Он отметил, что музыкальная составляющая идёт на втором плане «по традициям бардов, шансона и дурного русского рока», а насчёт поэтической составляющей высказался скептически. В форме полемического ответа высказалась в своей части рецензии на InterMedia Юлия Конторова. Она посчитала, что предыдущая часть написана «не по следам и эмоций от пластинки», а вследствие давнего сформированного мнения об артисте. Также критически она отнеслась к замечаниям о низком культурном и интеллектуальном уровнем слушателя и убеждениям в собственной гениальности, отметив, что упрекать «дело нехитрое», а «звёздные атрибуты можно найти у любого мало-мальски известного артиста — было бы желание и нужная доля желчи». Сам альбом, Юлия считает, адресован, в основном, фанатам или, как минимум, знакомым. Для основной же публики музыка альбома, по её мнению, будет «слишком минималистична и немного затянута — большое количество малоизвестных треков с почти полным отсутствием интересных аранжировок».

Полина Устюжанина со Звуков.ру оценивает альбом как «отличное дополнение ко всем предыдущим записям Ночных снайперов»: 
Тёмное платье до пола, сжатые в кулак руки, напряжённые вены, стиснутые губы, слегка растрёпанные волосы, надменно-дерзкий взгляд — это Диана Арбенина, такая же изнемогающая от непонимания и одиночества, такая же предельно собранная и откровенная, местами музыка НС по-прежнему резко-брутальная, местами спокойно-нежная, а местами — со здоровым чувством юмора.

## Список композиций
Слова и музыка всех песен — Дианы Арбениной, кроме №5 — слова Яшки Казановы и №6 — слова Иосифа Бродского.
| №                   | Название                | Длительность |
| ------------------- | ----------------------- | ------------ |
| 1.                  | «Холмы»                 | 2:22         |
| 2.                  | «В городе моём»         | 2:59         |
| 3.                  | «Солнце»                | 3:46         |
| 4.                  | «Бу-бу»                 | 3:44         |
| 5.                  | «Полчаса»               | 3:07         |
| 6.                  | «Я сижу у окна»         | 2:45         |
| 7.                  | «Лист филь»             | 2:51         |
| 8.                  | «Она выпускает змей»    | 4:33         |
| 9.                  | «Внезапно»              | 2:01         |
| 10.                 | «Голубой слон»          | 2:07         |
| 11.                 | «Реггей»                | 2:42         |
| 12.                 | «Рулетка»               | 2:21         |
| 13.                 | «Директорская»          | 2:19         |
| 14.                 | «Вот и все мои песенки» | 4:02         |
| 15.                 | «DR»                    | 3:05         |
| 16.                 | «Только ты»             | 3:37         |
| 17.                 | «Катастрофически»       | 4:02         |
| 18.                 | «Зву-чи!»               | 3:58         |
| 19.                 | «Цунами»                | 5:12         |
| 20.                 | «Питерская»             | 4:03         |
| Общая длительность: | Общая длительность:     | 1:05:36      |

## Участники записи
- Диана Арбенина — вокал
- Иван Иволга — акустическая гитара
- Дмитрий Честных — бас-гитара
- Дмитрий Горелов — барабаны
- Илья Покровский — перкуссия
- Борис Никитенко — сопрано-саксофон
- Андрей Пастернак — звук